# Konrad Haebler
Konrad Haebler (* 29. Oktober 1857 in Dresden; † 13. Dezember 1946 in Wehlen) war ein deutscher Bibliothekar, Einbandforscher, Buchwissenschaftler und Fachmann für Inkunabeln und frühe Typographie.

## Leben
Er studierte an der Universität Leipzig Sprachwissenschaften und promovierte dort 1882. Ab 1879 war er wissenschaftliche Hilfskraft an der königlichen öffentlichen Bibliothek in Dresden. Dort profilierte er sich als hervorragender Kenner der spanischen Geschichte und Literatur. Er selbst schrieb 1943 über den Ursprung seiner Affinität zu Spanien, dass er in den letzten Jahren seiner Gymnasialzeit eine junge Dame namens Carmen Dolores kennengelernt habe, an der sich seine Phantasie auf das heftigste beflügelt habe. Er unternahm mehrere Reisen auf die iberische Halbinsel, unter anderen 1889 im Gefolge des späteren Königs Friedrich August III., die er zu ausgiebigen Quellenstudien nutzte. Im Zuge seiner Beschäftigung mit der Wirtschaftsgeschichte Spaniens im 16. Jahrhundert begann er sich verstärkt für die Geschichte des Buchdrucks zu interessieren.
Ab 1898 war er für die Katalogisierung der Inkunabeln in Dresden zuständig, dabei verglich er zur exakten Bestimmung der Drucke die verwendeten Drucktypen. 1904 bis 1920 war er Vorsitzender der Kommission für den Gesamtkatalog der Wiegendrucke. Ab 1905 veröffentlichte er das Typenrepertorium der Wiegendrucke, welches bis heute Bedeutung hat.

„Haebler verzeichnete und beschrieb alle damals bekannten Drucktypen. Die methodische Neuerung Haeblers war eine Klassifizierung der Typen nach der Form der Majuskel M, für die er während seiner Arbeiten für das Typenrepertorium eine Übersichtstafel mit 101 verschiedenen Formen zusammenstellen konnte […]. Das zweite Klassifizierungsmerkmal war die auf die englischen Bibliographen Henry Bradshaw und Robert Proctor zurückgehende Bestimmung der Kegelhöhe der Typen, gemessen jeweils auf 20 Zeilen. Die Angabe von M-Form und Kegelhöhe ist bis heute das am weitesten verbreitete und bewährteste Klassifizierungsschema für Drucktypen der Inkunabelzeit. Durch die Typenbestimmung nach der Proctor-Haeblerschen Methode ist es möglich, auch für Inkunabeln ohne Impressum den Druckort, ihren Drucker oder das ungefähre Erscheinungsdatum zu bestimmen, indem die Typen mit jenen in lokalisierten bzw. firmierten und datierten Drucken verglichen werden.“

Ab 1907 war er an der Königlichen Bibliothek in Berlin beschäftigt und wurde dort 1914 Leiter der Handschriftenabteilung. Nach seiner Pensionierung 1921 widmete er sich weiter der buchwissenschaftlichen Forschung, unter anderem zu Bucheinbänden der Renaissance. Er gilt als einer der Begründer der Einbandforschung.
Ab ca. 1923 begann die Zusammenarbeit mit Ilse Schunke. Zusammen forschten und veröffentlichten sie zu Rollen- und Plattenstempel des XVI. Jahrhunderts, ein Grundlagenwerk der Einbandforschung. Ab 1925 war sein ständiger Wohnsitz wieder Dresden. Er beriet den Dresdner Bankier Victor von Klemperer (1876–1943) bei der Ausweitung seiner Inkunabelsammlung und der Erstellung von drei Sammlungskatalogen.

## Veröffentlichungen (Auswahl)
- Die wirtschaftliche Blüte Spaniens im 16. Jahrhundert und ihr Verfall. 1888.
- Kolonial-Unternehmungen der Fugger, Ehinger und Welser im 16. Jahrhundert. In: Zeitschrift der Gesellschaft für Erdkunde. 1892.
- Die Maya-Litteratur und der Maya-Apparat zu Dresden. In: Zentralblatt für Bibliothekswesen. Band 12, 1895, S. 537–575 (online).
- The early printers of Spain and Portugal. 1897.
- Das Wallfahrtsbuch des Hermannus Künig von Vach und die Pilgerreisen der Deutschen nach Santiago de Compostela. Straßburg 1899.
- Die überseeischen Unternehmungen der Welser und ihrer Gesellschafter. Verlag von  C. L. Hirschfeld, Leipzig 1903 (Präsentation im Internet Archive).
- Typenrepertorium der Wiegendrucke. 5 Bände. 1905–1924.
- Geschichte Spaniens unter den Habsburgern. 1907.
- Deutsche Bibliophilen des 16. Jahrhunderts. Die Fürsten von Anhalt, ihre Bücher und ihre Bucheinbände. Leipzig 1923 (Internet Archive).
- Die deutschen Buchdrucker des 15. Jahrhunderts im Ausland. 1924.
- Handbuch der Inkunabelkunde. Hiersemann, Stuttgart 1925 (Digitalisat).
- Das Registrum der Wiegendrucke. In: Aloys Ruppel (Hrsg.): Gutenberg Festschrift zur Feier des 25jährigen Bestehens des Gutenbergmuseums in Mainz. Gutenberggesellschaft, Mainz 1925, S. 18–22.
- Rollen- und Plattenstempel des XVI. Jahrhunderts. Unter Mitwirkung von Ilse Schunke. Band 1.2. Leipzig 1928–1929 (= Sammlung bibliothekswissenschaftlicher Arbeiten. Band 41).
- Wie ich Inkunabelforscher wurde. Ein Stückchen Lebensgeschichte. St. Gallen, 1931 (Digitalisat).